# Atti di Barnaba
Gli Atti di Barnaba sono un apocrifo del Nuovo Testamento relativo a Barnaba, scritto in greco nel V secolo.
L'autore si identifica pseudoepigraficamente con Giovanni Marco, cioè l'evangelista Marco.
Descrive predicazione e martirio in un rogo di Barnaba presso l'isola di Cipro.